# 우일교통
우일교통은 대구광역시의 시내버스 운송 업체이다. 1958년 10월 17일에 시내버스 운송 면허를 취득하여 달성군 가창면 용계리에서 설립했다.
2001년에 대현교통이 도산한 후 대현교통이 이용하던 수성구 범물1동주민센터 종점으로 이전했다. 2002년 11월 세진교통에 합병되어 우일교통이라는 이름은 면허와 함께 흔적 없이 사라지고, 차고지도 경상북도 경산시 대평동으로 이전하게 되었다.

## 차고지
대구광역시 수성구 범물1동주민센터 종점